# Kenton (Ohio)
Kenton è un comune degli Stati Uniti d'America, capoluogo della Contea di Hardin, nello Stato dell'Ohio.
Sorge lungo le rive del fiume Scioto. Deve il suo nome al celebre pioniere Simon Kenton (1755–1836)